# Кроляча несподіванка
«Кроляча несподіванка» (англ. 8 Ball Bunny) — мультфільм із серії «Looney Tunes» (перевиданий за програмою «Синя стрічка» «Merrie Melodies» 1961 року) режисера Чака Джонса та сценариста Майкла Мальтезе. Виробництво завершилося у 1949 році, показ у кінотеатрах США розпочався 8 липня 1950 року.

## Сюжет
Бруклінський льодовий палац закривають після того, як «Веселощі на кризі» їдуть на інше шоу. Під час від'їзду група забуває про свого зіркового виконавця пінгвіна Плейбоя. Плейбоя знаходить Багз Банні, який обіцяє йому відвезти його додому. Але, побачивши пінгвінів, які прилетіли з Південного полюса, вигукує: «О, я помираю!»
Щоб спуститися на південь, Багз і Плейбой їдуть на вантажному потязі до Нового Орлеана.
У Новому Орлеані Багз садить Плейбоя на борт корабля «Адмірал Берд», який, на його думку, прямує до Південного полюса. Багз замовляє морквяний мартіні в кафе «La Bouche» і залишається на Марді Гра. Почувши, що корабель насправді прямує до Брукліна, Багз підпливає до нього, щоб врятувати Плейбоя. Він знаходить його на кухні корабля, підвішеним серед курей, але замість того, щоб плисти назад до Нового Орлеана, вони потрапляють на тропічний острів.
Поки Багз грає на гітарі та складає каліпсову баладу (за шість років до того, як стиль став популярний через «Пісню про банановий човен»), Плейбой змушений збудувати човен-довбанку. Під час гри Багза з'являється Гамфрі Богарт прямо з фільму «Скарби Сьєрри-Мадре» та просить про «допомогу товаришу американцю, якому не пощастило». Багз лізе в кишеню, риється там, витягує монетку, кидає її та відповідає: «Вирушаємо в дорогу».
За 10 днів у морі без їжі Багз починає відчувати голод. Подивившись на Плейбоя, Багз згадує слова гобо в потязі, що пінгвіни — це практично кури, тому він вирішує з'їсти Плейбоя, але одразу ж виходить зі свого заціпеніння та вибачається перед супутником. Земля, яку вони помітили, є Панамським каналом, і коли охоронець у першому шлюзі вимагає чверть для проходу, Багз відмовляється платити та вирішує, що вони продовжать подорож пішки.
Під час подорожі Південною Америкою Багз і Плейбой потрапляють в казан канібалів біля Болівії, Бразилії чи Перу і ось-ось будуть з'їдені тубільцями. Один з них біжить з криком «Ель бвана», який відлякує інших. Багз Банні безстрашно чекає «Ель бвана», який виявляється Гамфрі, який говорить: «Вибачте, але не могли б ви допомогти американцеві, якому не пощастило?». Замість того щоб лаяти його знову, Багз просто дає йому монету за порятунок. Потім він і Плейбой продовжують свою подорож.
Маршрут двійці триває через всю Південну Америку майже до Південного полюса, де Багзу доводиться розгойдуватись на деревах, перестрибувати через голодного крокодила, підійматися на гору в Андах і плисти на човні через південну частину Тихого океану в Антарктику.
Багз доставляє Плейбоя до самісінького Південного полюса і каже, що він [Багз] привів його додому, як і обіцяв, і йде, що викликає плач у Плейбоя. Багз запитує, в чому проблема зараз, на що Плейбой показує Багзу флаєр його виступу, на якому написано: «Веселощі на кризі» представляє єдиного пінгвіна, який народився у Гобокені на ковзанці в неволі", і Багз (розуміючи, що йому все одно доведеться пройти майже половину Землі, щоб повернути Плейбоя до свого справжнього місця народження) кричить, що «О, я знову помираю!». Гамфрі Богарт з'являється ще раз просити про допомогу. Так само, як Богарт каже: «Перепрошую, але …», бідний Багз благає його, якщо «він може допомогти товаришу американцю, якому не пощастило». З цим він заштовхує Плейбоя в руки Богарта та біжить вдалечінь, істерично сміючись.

## Актори озвучення
| Актор      | Роль             |
| ---------- | ---------------- |
| Мел Бланк  | Багз Бані та ін. |
| Дейв Баррі | Богарт           |

## Виробництво
Для Плейбоя — це друга поява; вперше він з'явився у 1949 році у «Зайцях в снігах». Голос Богарта озвучив імпресіоніст Дейв Баррі (жодного стосунку до тезки публіциста).
У той час як мультфільм представлений музикою «Looney Tunes», на початку релізу «Блакитної стрічки» «Merry Melodies» з червоними кільцями 1959—1964 років звучить пісня «The Merry-Go-Round Broken Down», як і в кінці вказано «Випуск Vitaphone», замінюючи оригінальні зелені початкові та фінальні кадри.

## Відредагована версія
В ефірі на ABC, частина, де Багз і Плейбой захоплені тубільцями у Південній Америці, була відредагована. Сцена, у якій тубілець біжить, щоб попередити групу «Ель бвана», з'являється Гамфрі Богарт і групу розбігається, була замінена кадром застиглих ніг Богарта, водночас лунав звук гуркоту та втечі групи. Однак цей короткометражний мультфільм вийшов в ефір без цензури (нещодавно у 2015 році) на Cartoon Network, Boomerang та на канадському кабельному каналі Teletoon Retro.

## Доступність
Мультфільм включили до випуску VHS «Looney Tunes Video Show Volume 3», як бонусний фільм на DVD-релізах «Скарбів Сьєрри-Мадре» (карикатура на Гамфрі Богарта в цьому короткометражному мультфільмі заснована на герої Богарта у фільм) і документального фільму «Марш пінгвінів». Неперероблена версія без цензури міститься на відновленій цифровій DVD-версії 4 випуску «Looney Tunes Golden Collection», а також на диску одного із «The Essential Bugs Bunny». Невідредагована версія доступна на «Looney Tunes Platinum Collection: Volume» 1.